# Адольф Філіп Мійо
Адольф Філіп Мійо (1 травня 1857, Париж — 18 грудня 1921, також Париж) — французький художник, літограф і ентомолог.
Адольф Філіп Мійо, який проілюстрував багато природничих розділів Petit Larousse, був старшим ілюстратором у Muséum national d'histoire naturelle. Він був членом Salon des Artistes Francaise (почесна згадка, 1891) і Société entomologique de France. 
У його роботах поєдналися вміння кресляра, художні якості художника та знання вченого.

## Галерея

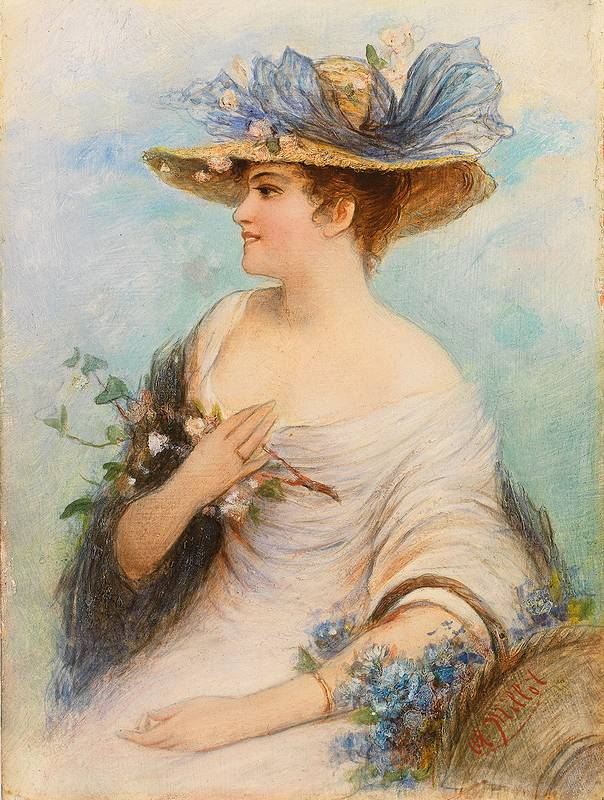
Портрет дівчини
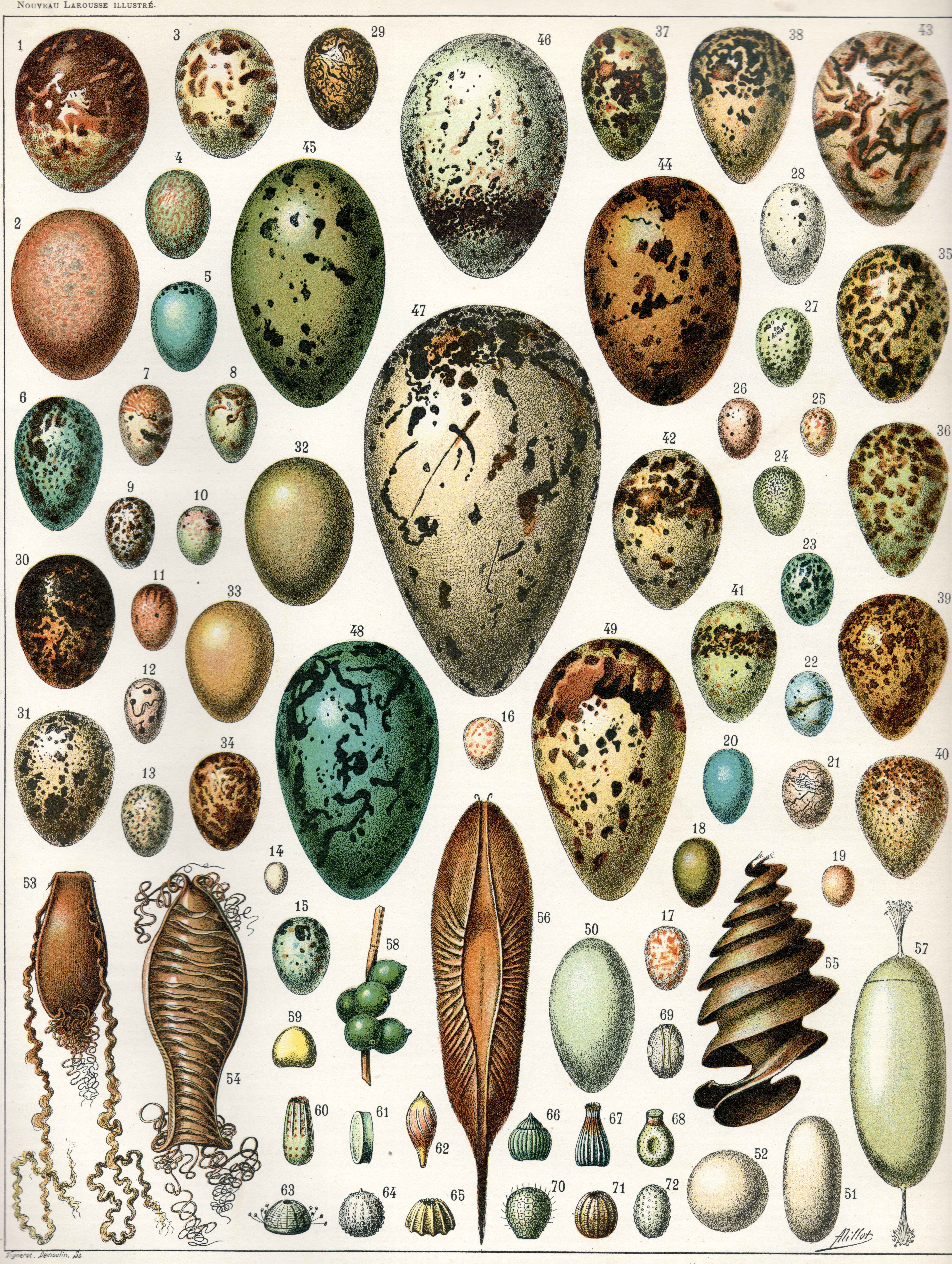
Яйця, «Новий ілюстрований Ларусс» 1897-1904
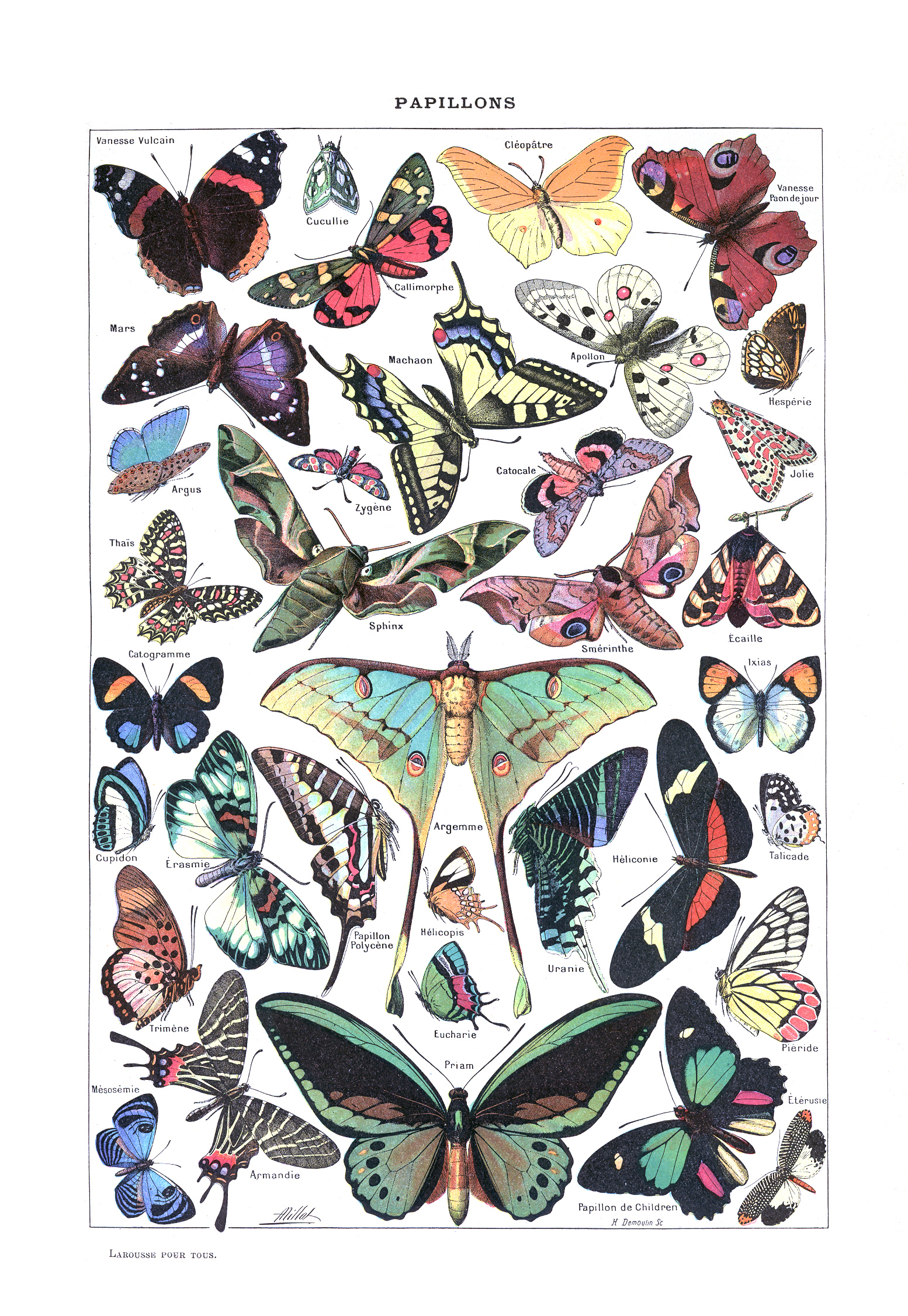
Метелики Larousse pour tous 1907–1910
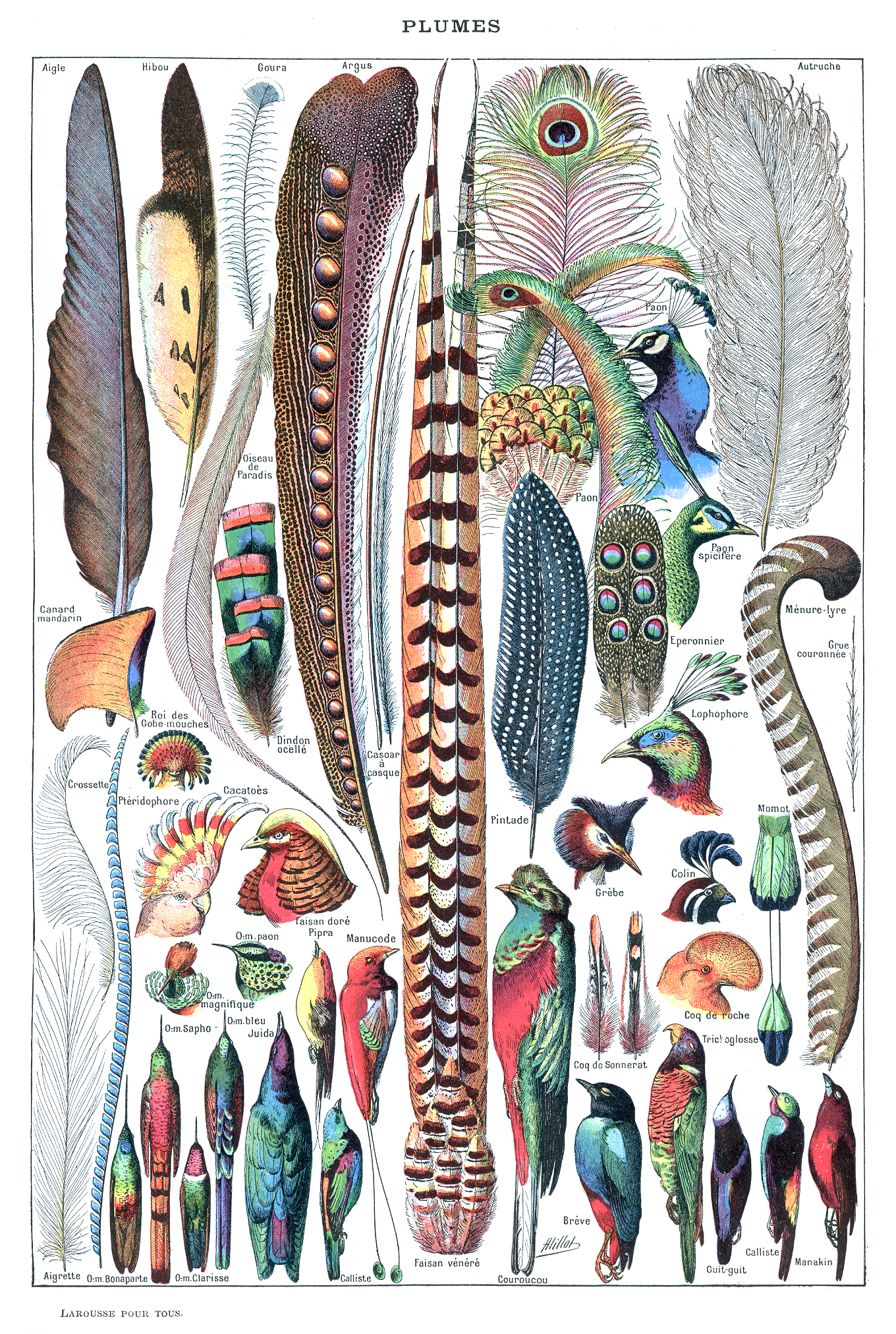
Види пір'я Larousse pour tous 1907–1910
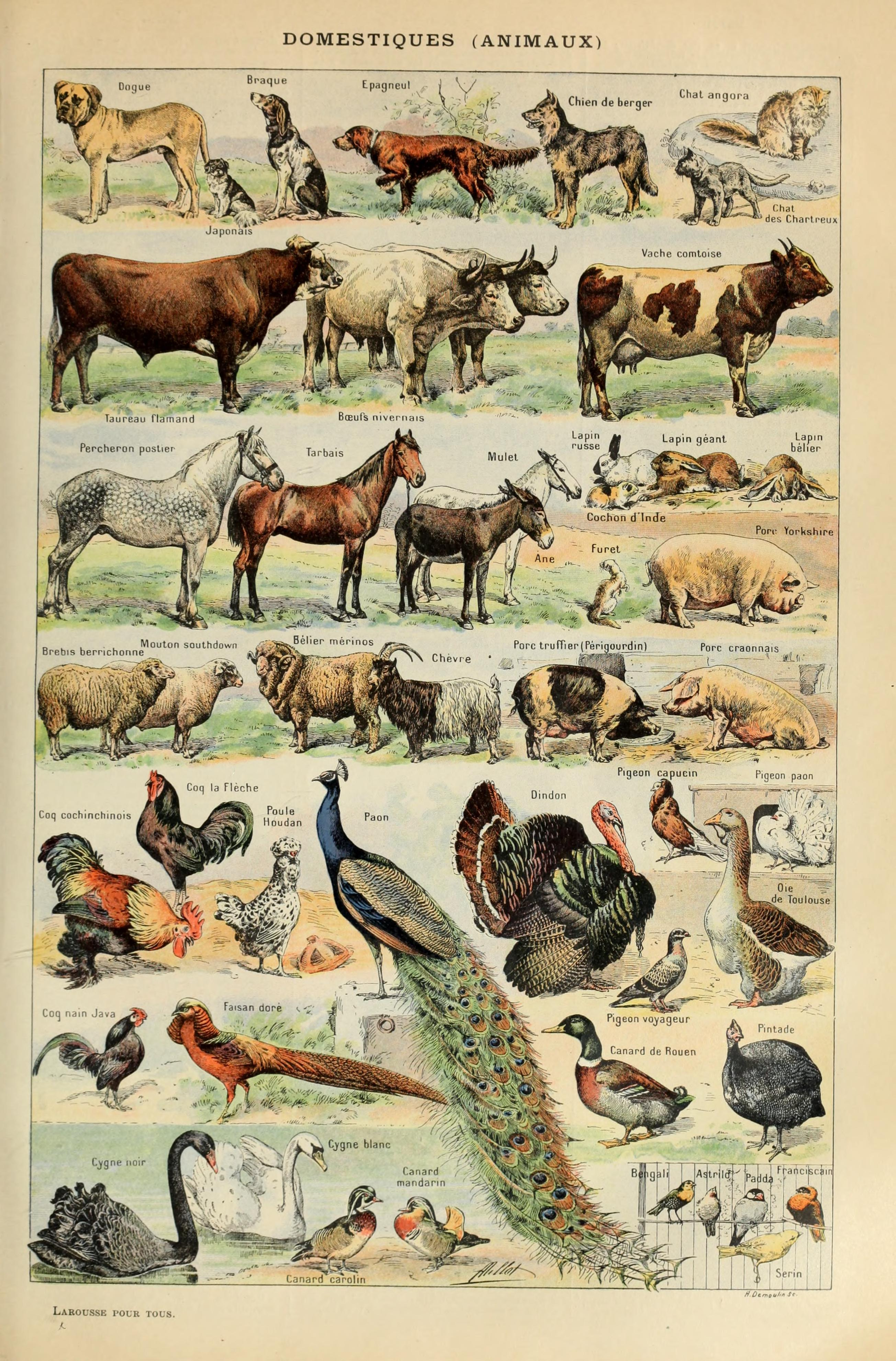
Le Larousse pour tous
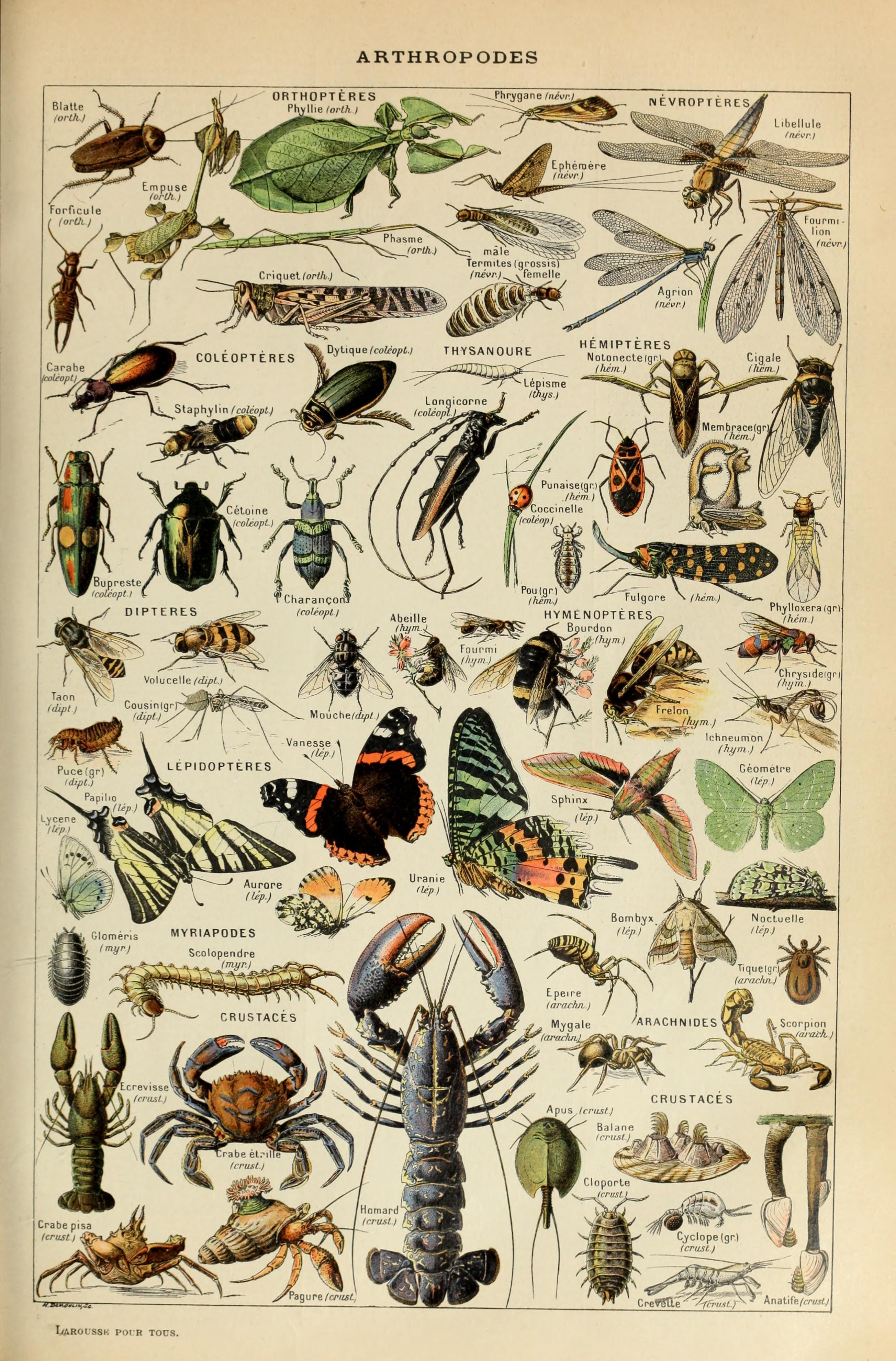
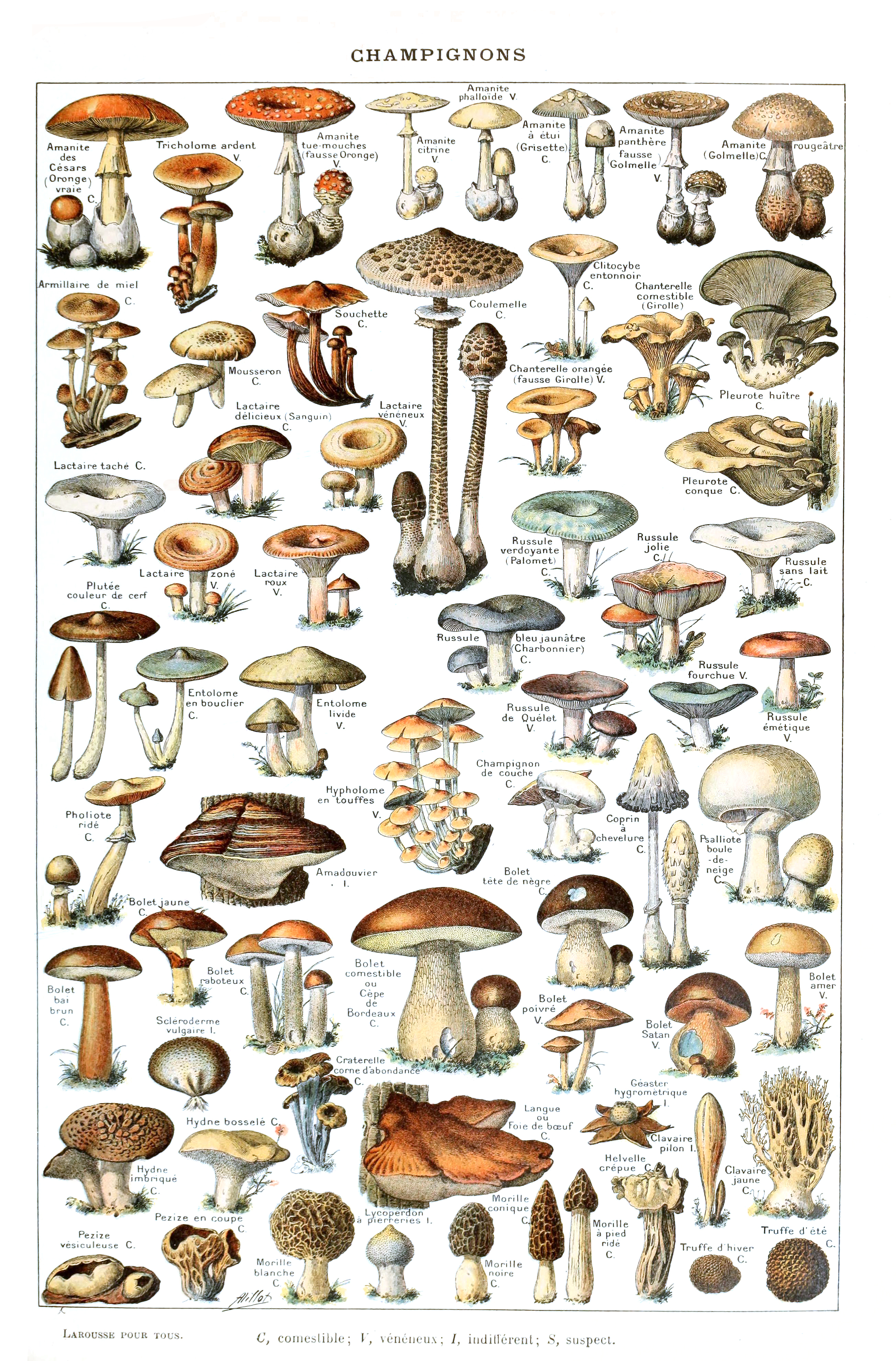
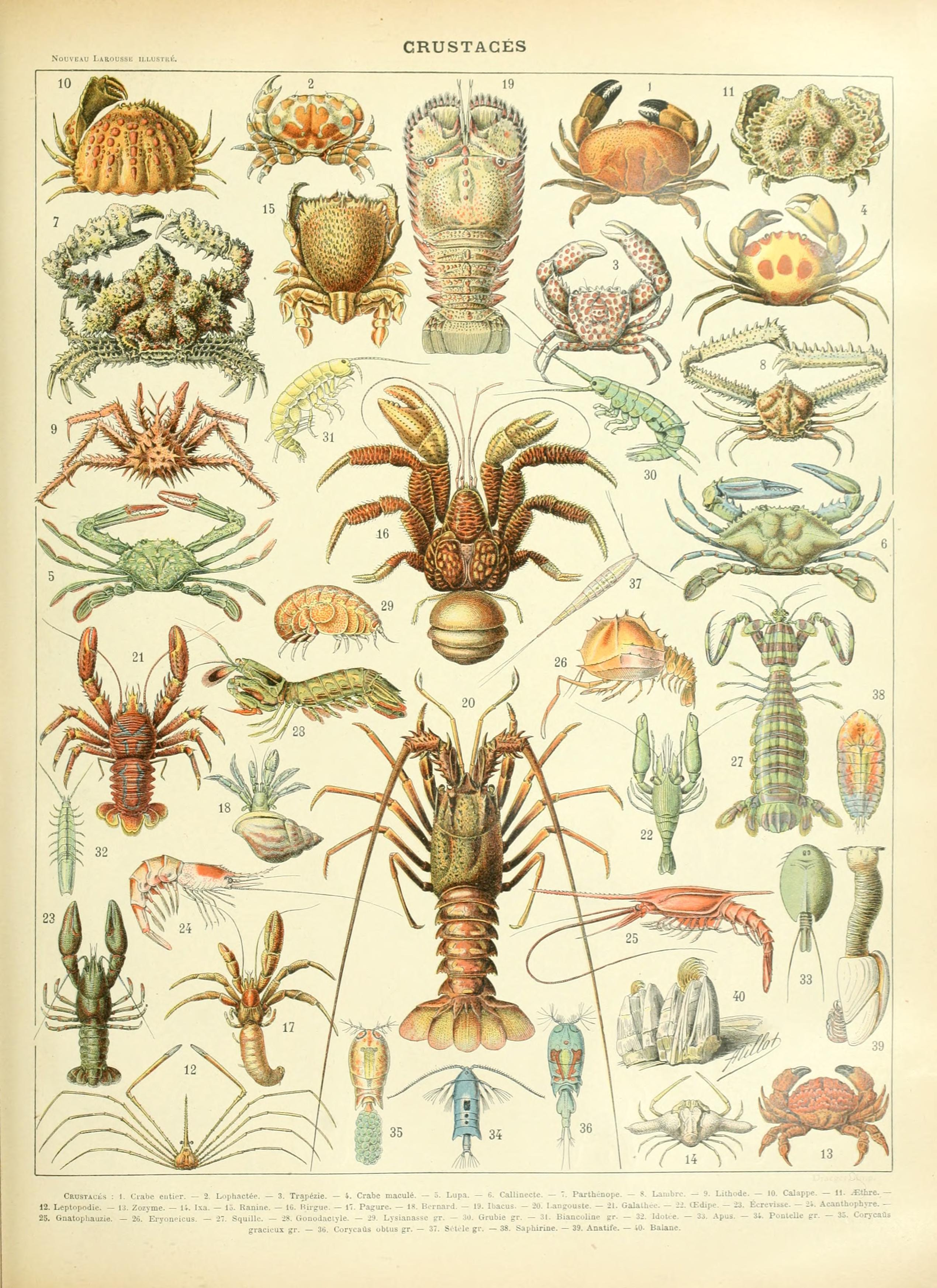
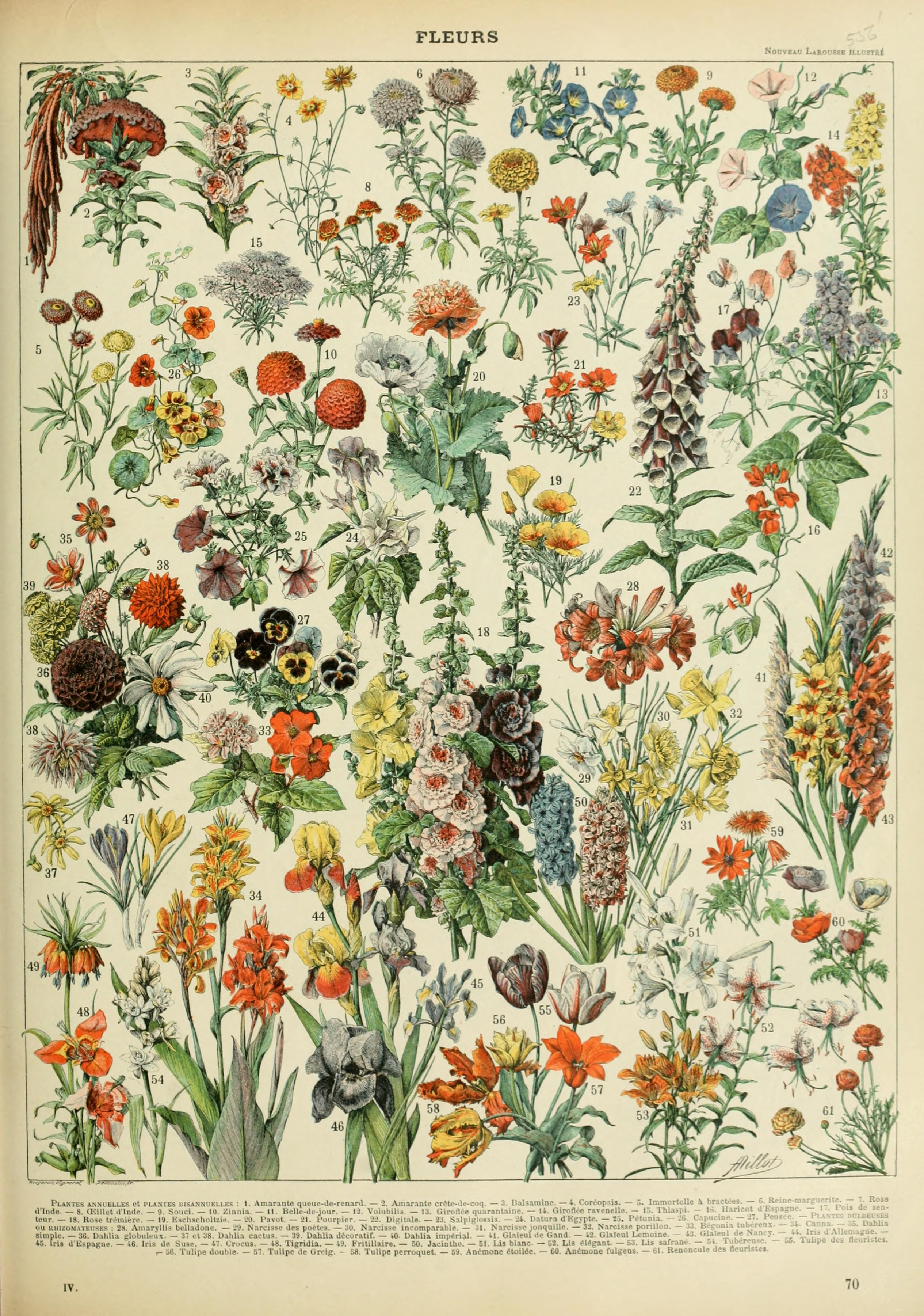
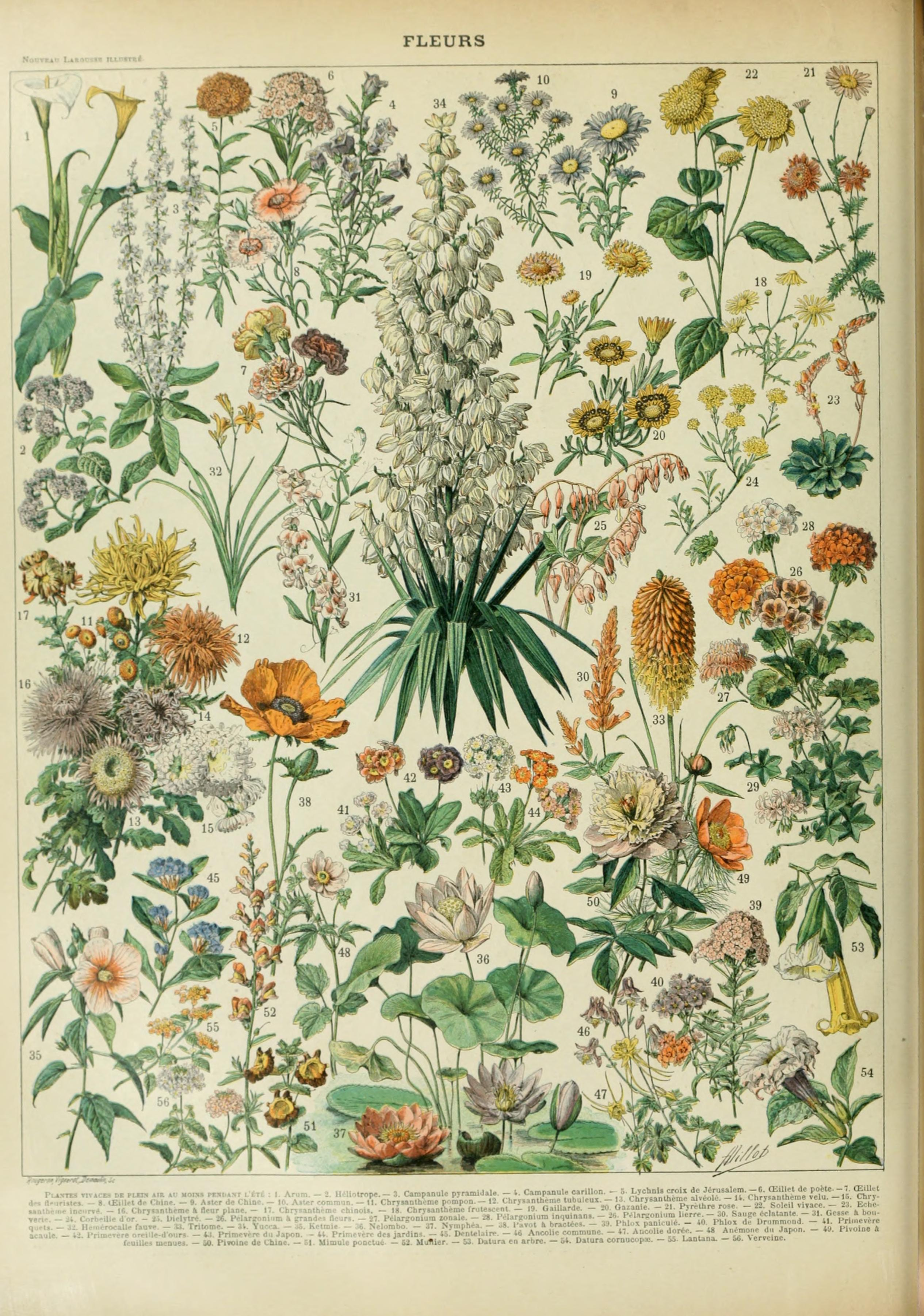
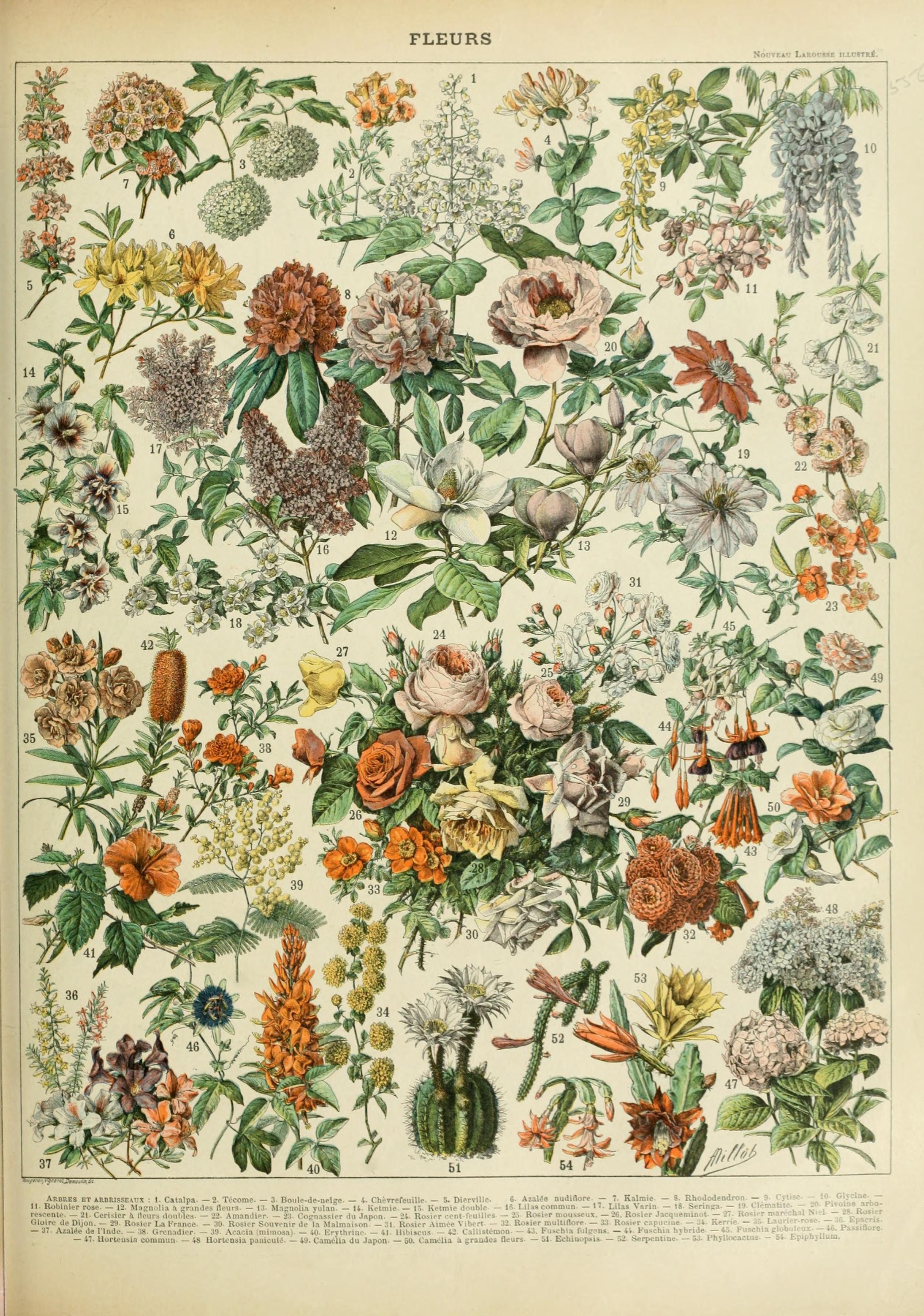
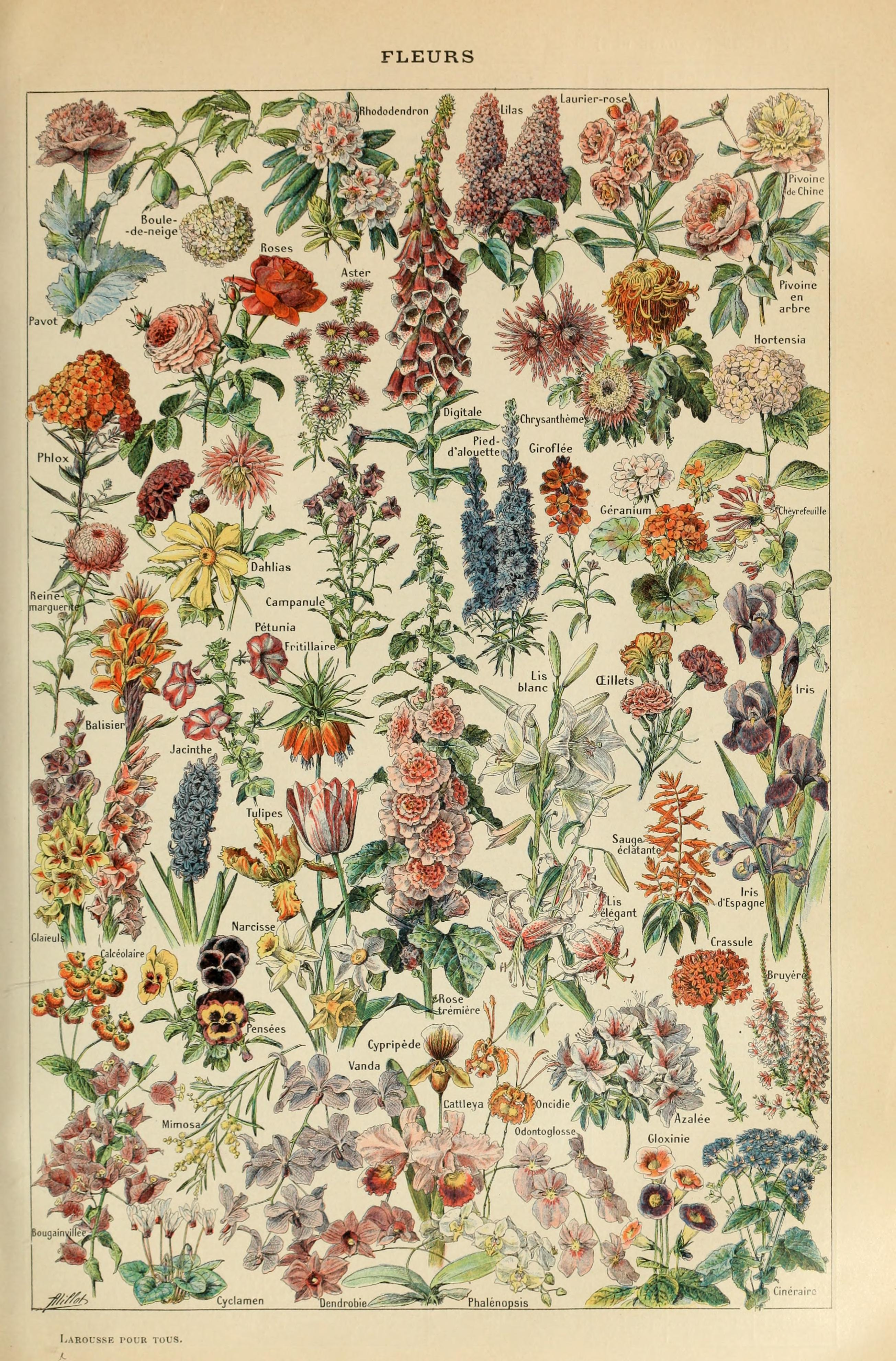
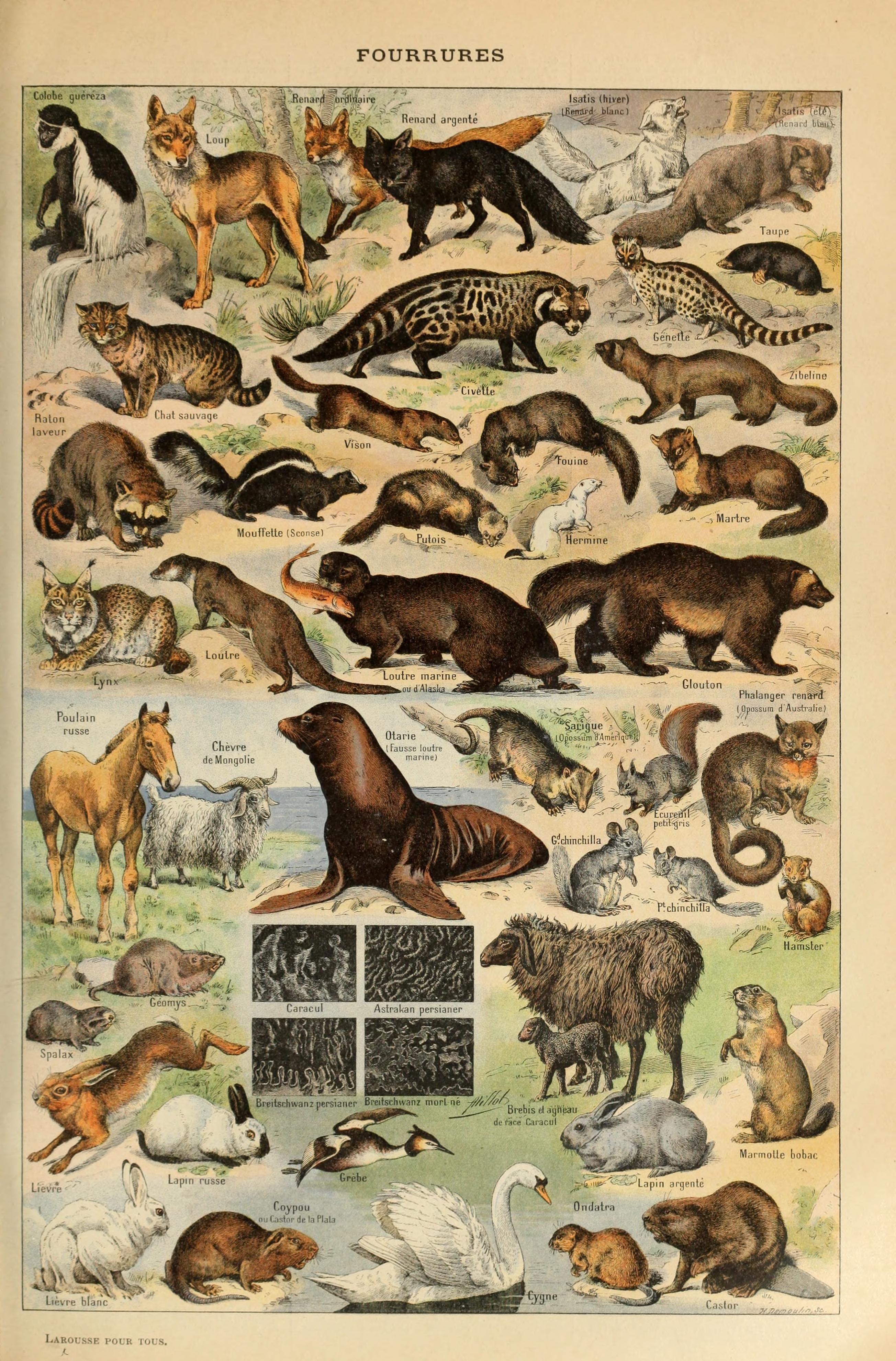
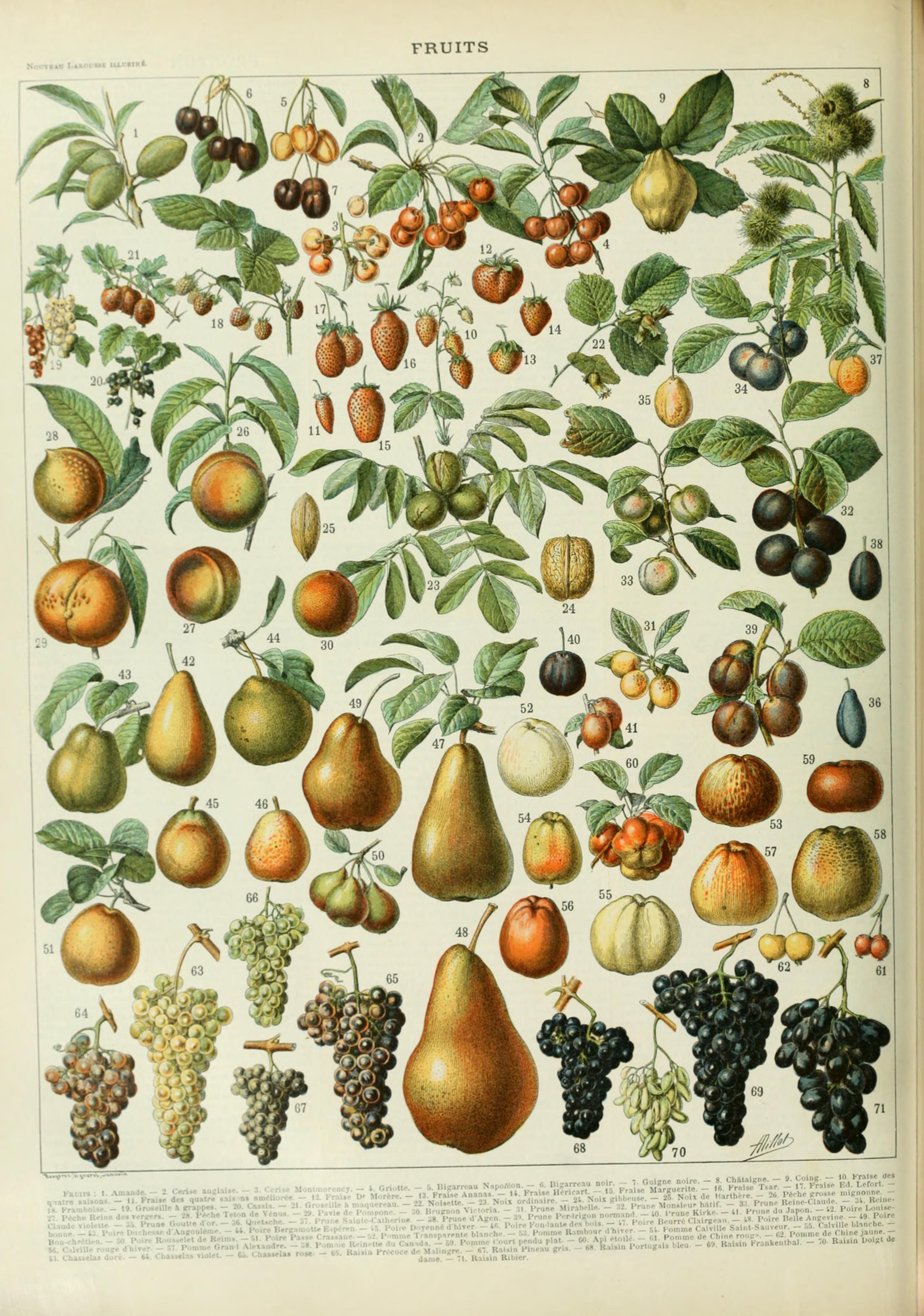
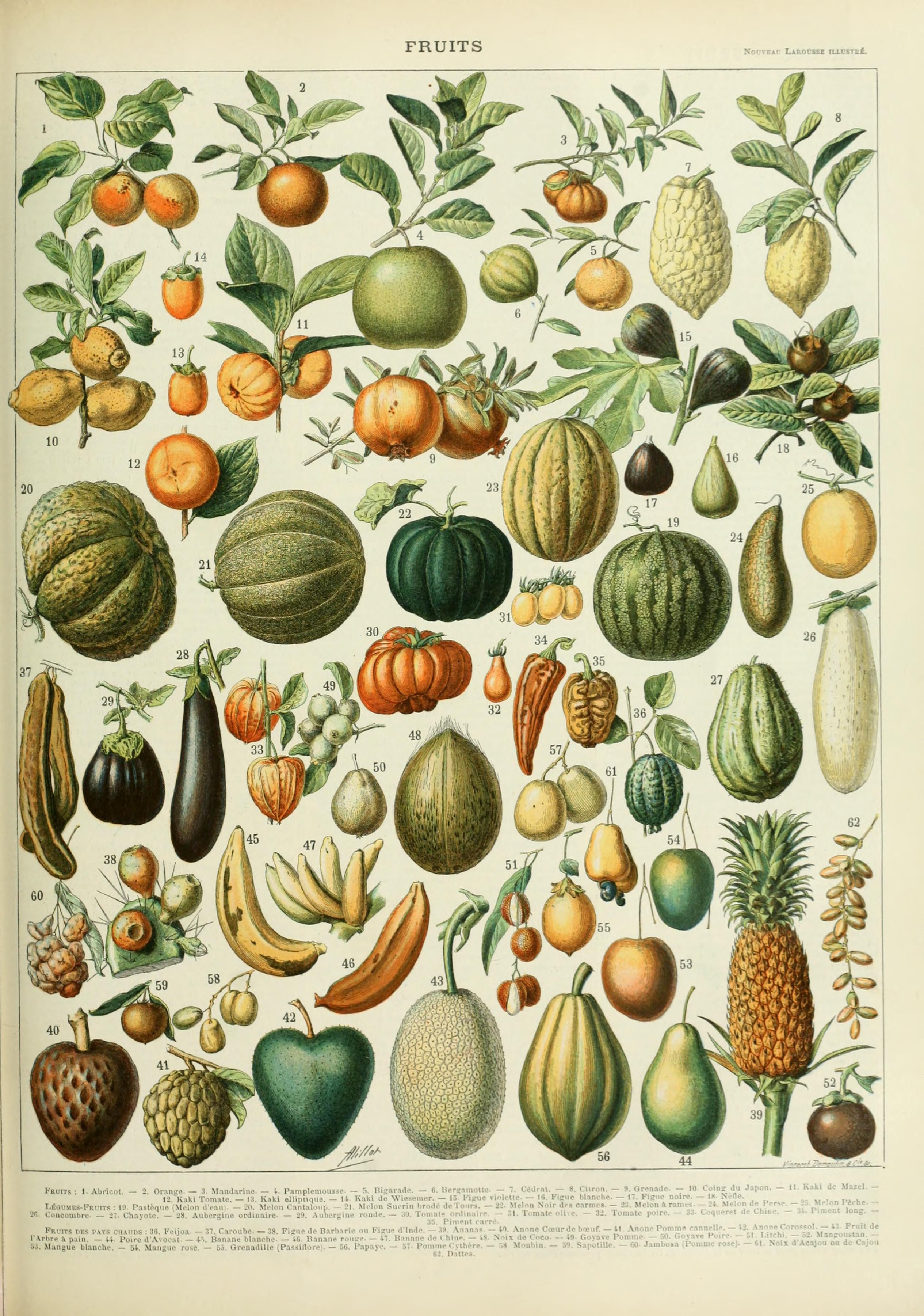
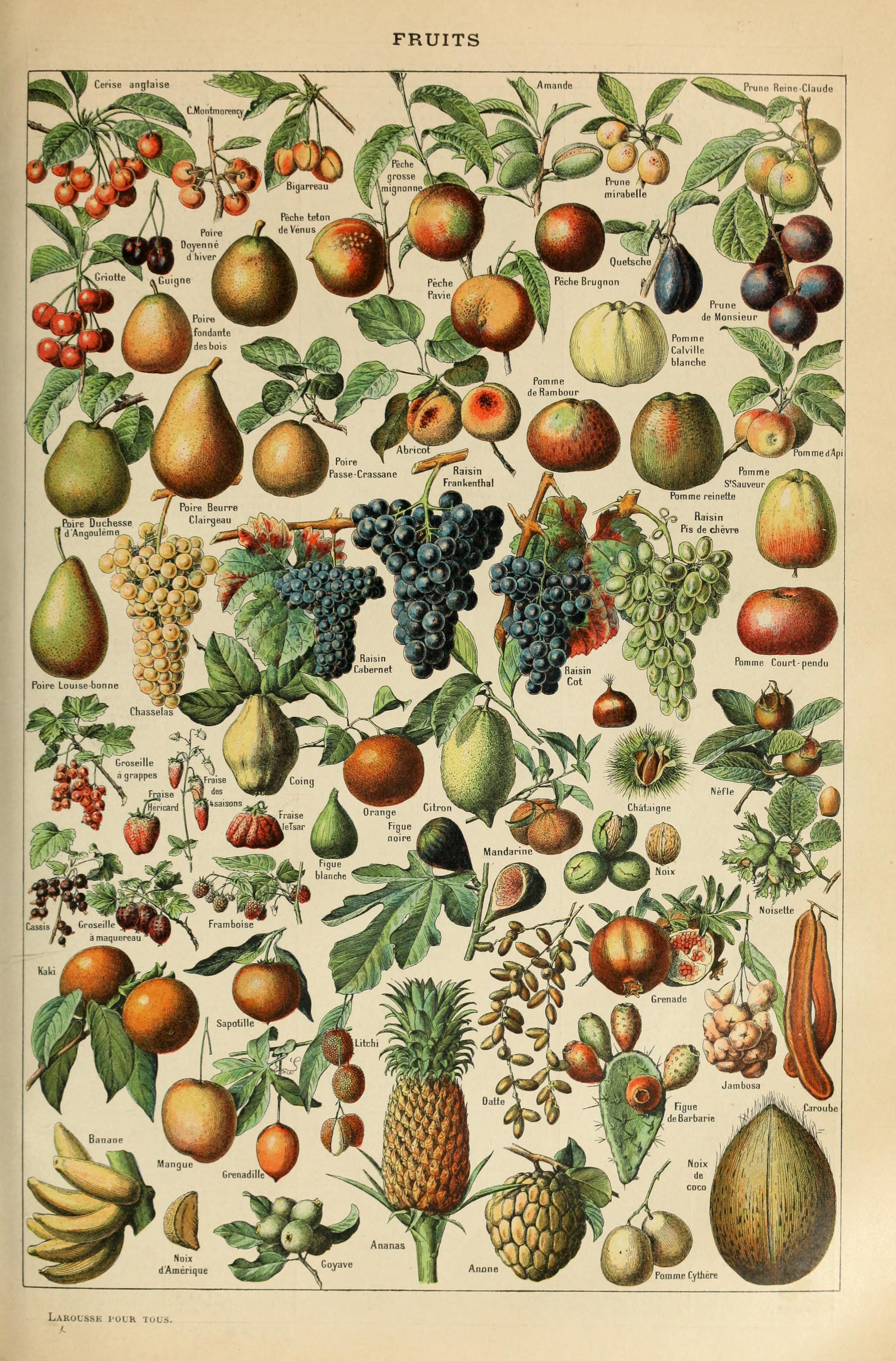
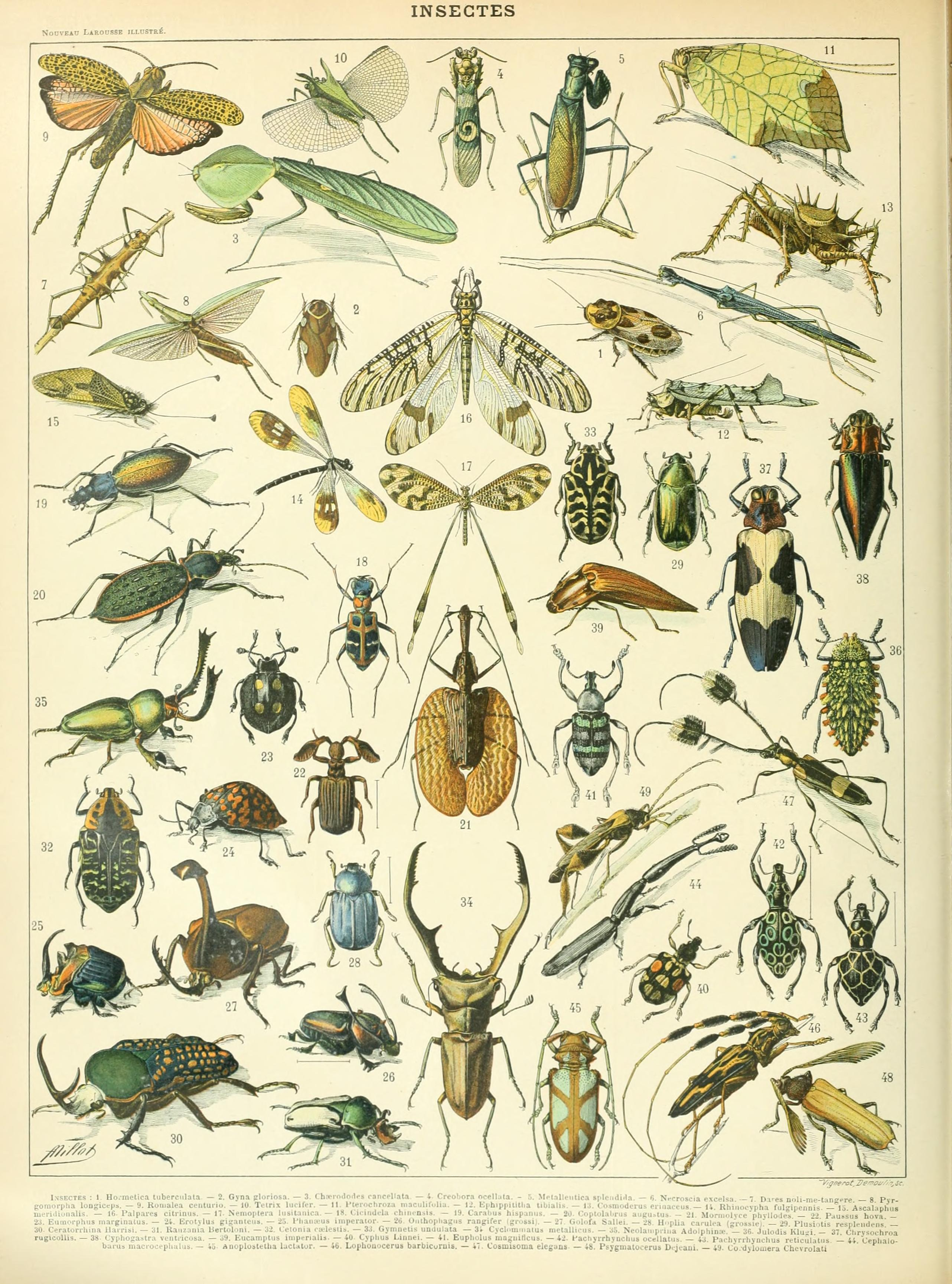
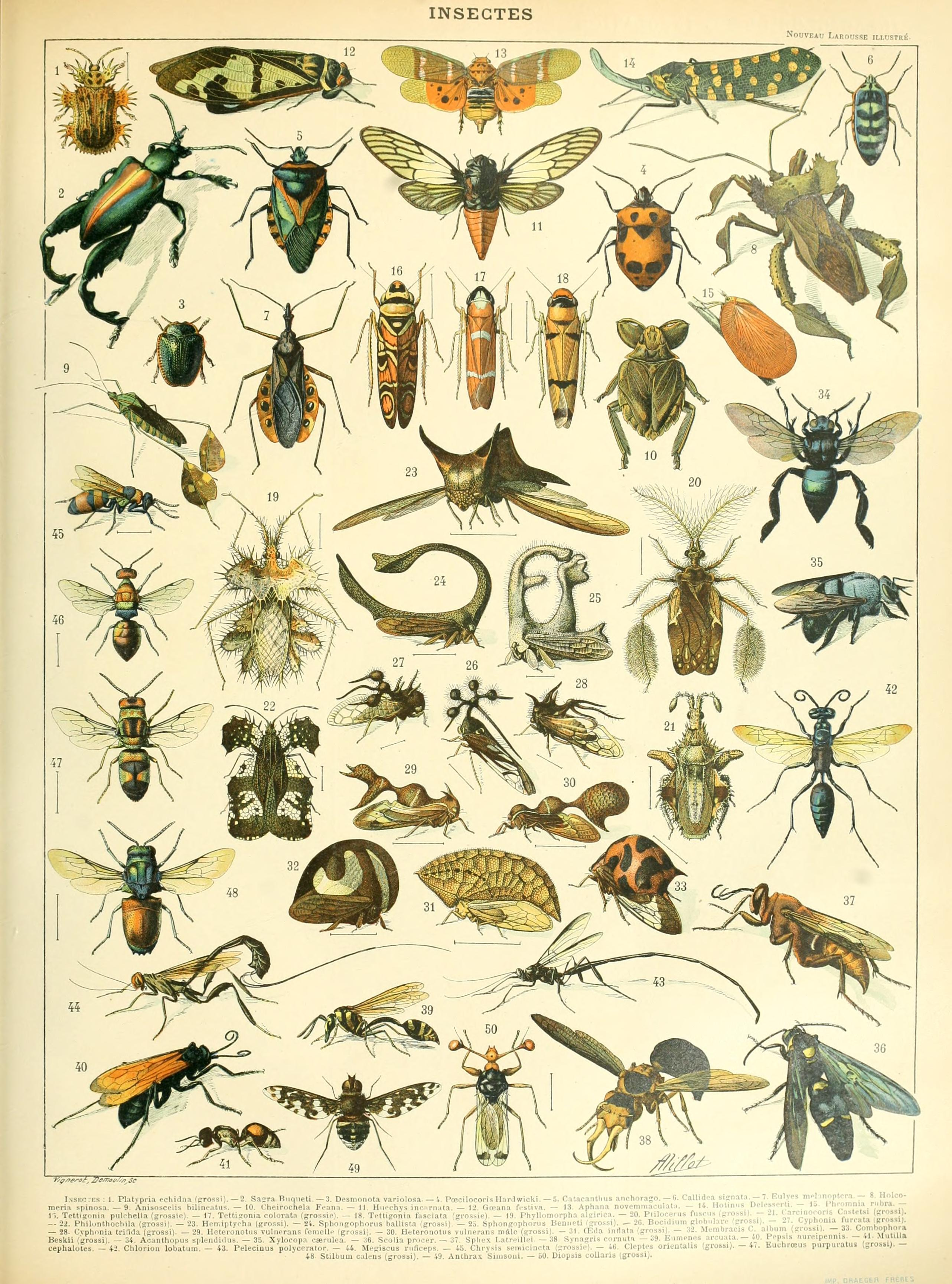
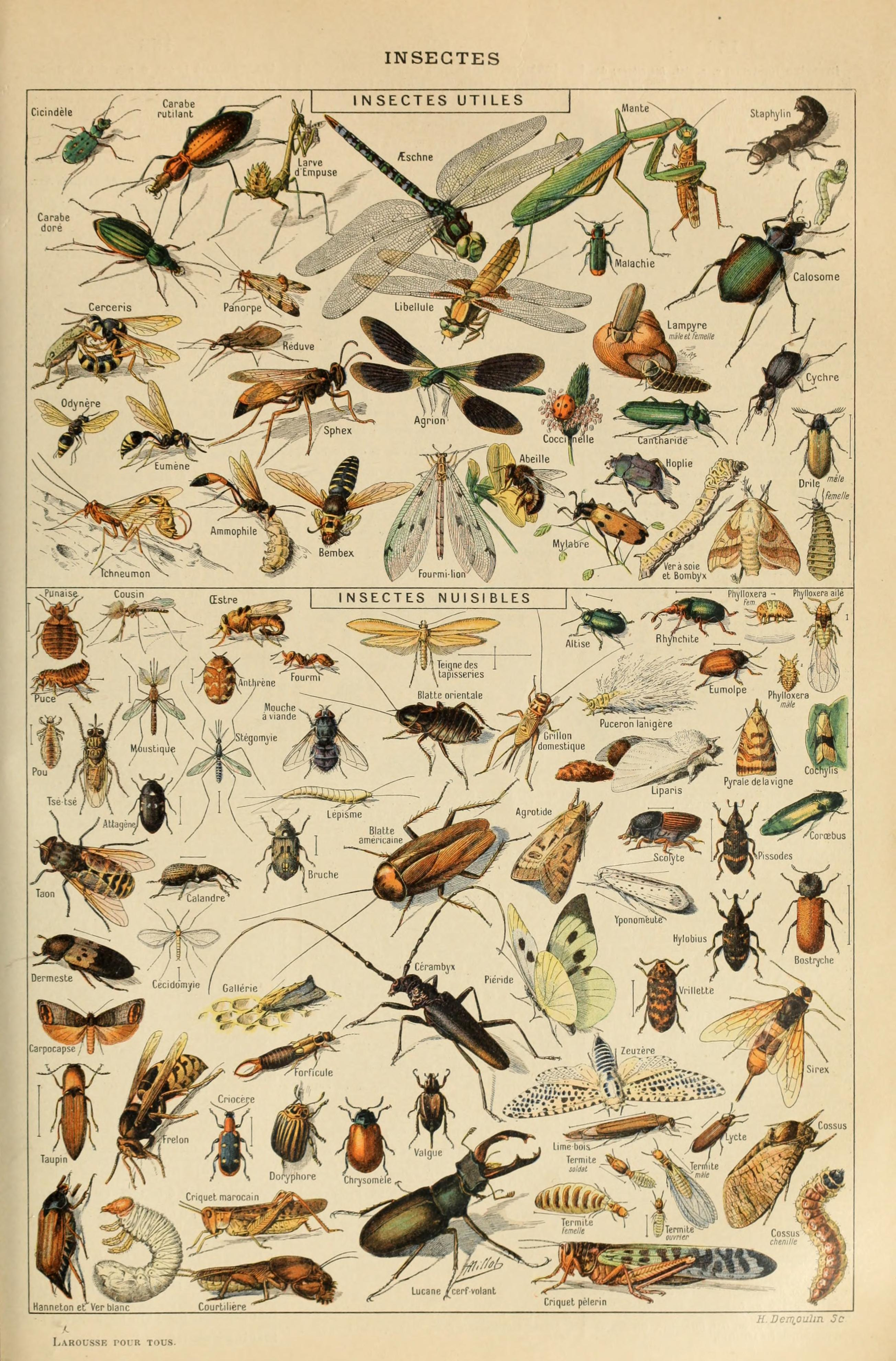
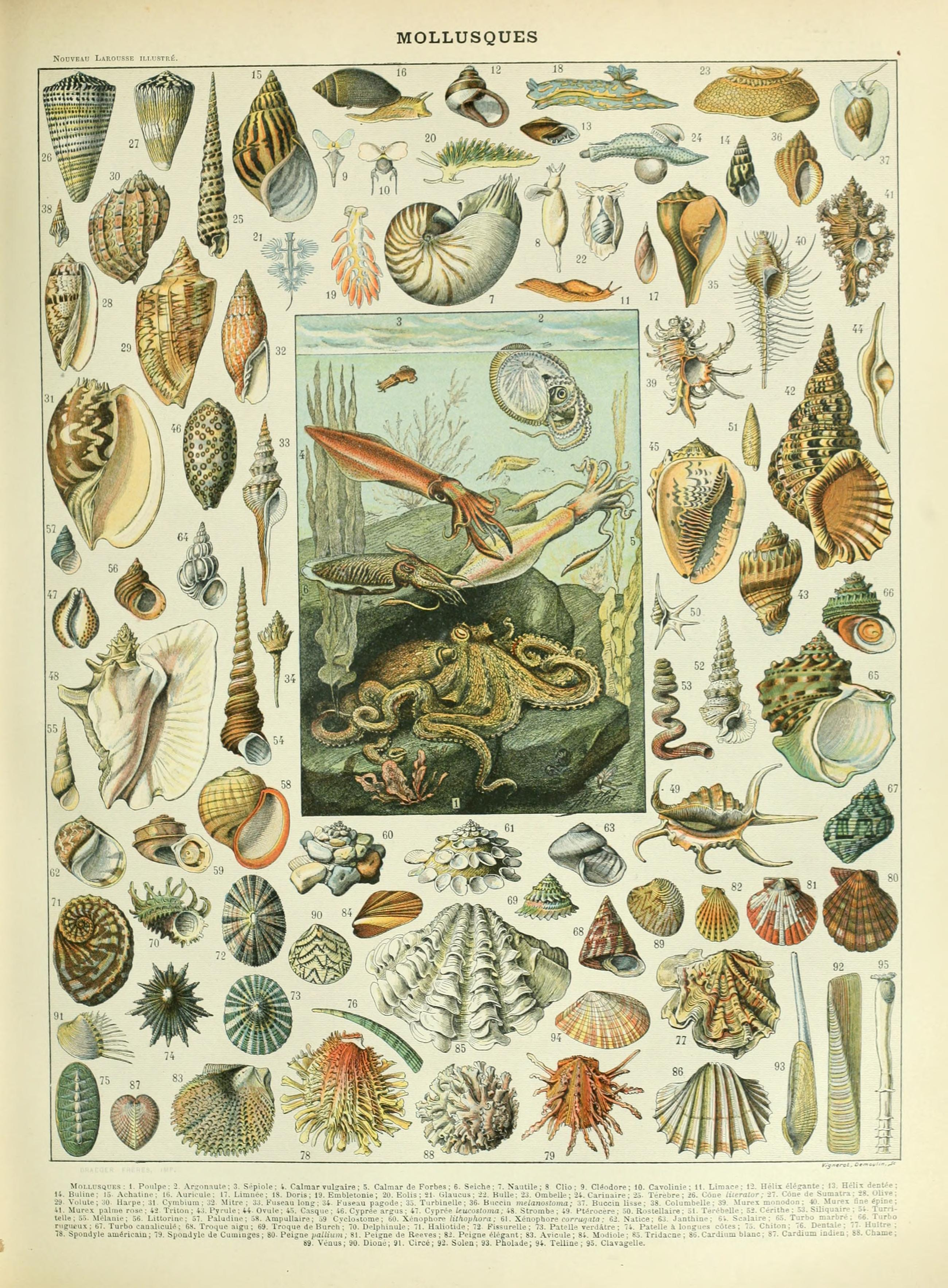
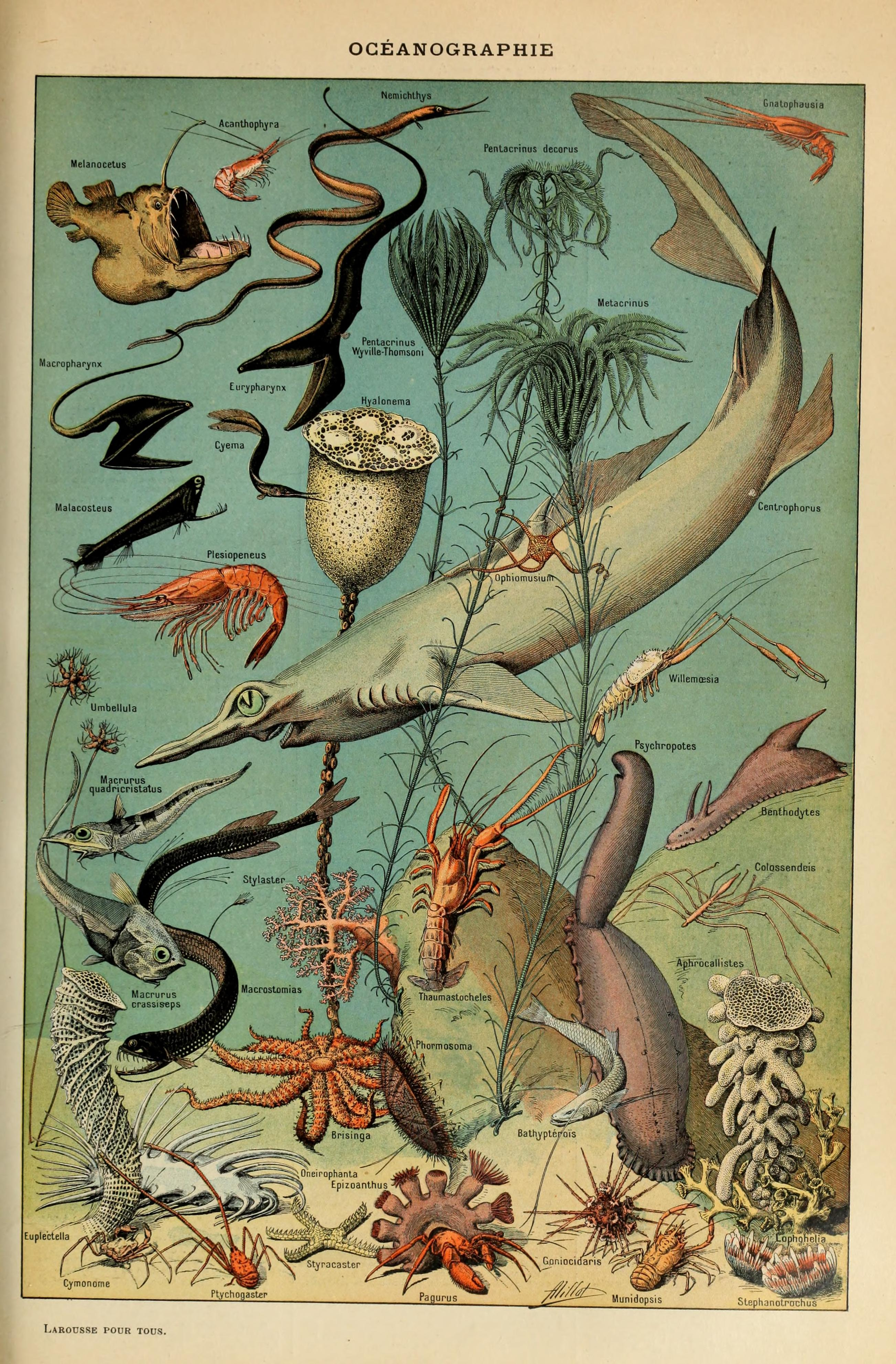